# Lucas Bergvall
Lucas Erik Holger Bergvall (ur. 2 lutego 2006) – szwedzki piłkarz, występujący na pozycji środkowego pomocnika w angielskim klubie Tottenham Hotspur oraz w reprezentacji Szwecji.

## Kariera klubowa

### Początki
Lucas Bergvall podstaw futbolu uczył się w szwedzkim klubie IF Brommapojkarna. W barwach tego klubu debiutował w Superettan w dniu 9 lipca 2022 roku.

### Djurgårdens IF
Lucas Bergvall przeszedł do Djurgårdens IF w dniu 9 grudnia 2022 roku za kwotę 900 tys. € i zadebiutował w Allsvenskan w meczu przeciw BK Häcken w dniu 24 maja 2023.

### Tottenham Hotspur
2 lutego 2024 roku angielski klub poinformował o zakontraktowaniu zawodnika za kwotę 10 milionów funtów. Szwed zgodził się na umowę ważną do 30 czerwca 2029 roku. 1 lipca 2024 roku oficjalnie dołączył do klubu.
19 sierpnia 2024 roku zadebiutował w Premier League w spotkaniu przeciwko Leicester City. Mecz zakończył się remisem 1:1.

## Kariera reprezentacyjna
Lucas Bergvall jest reprezentantem Szwecji, występował w drużynach do lat 15, 16, 17, 19 i 21.
12 stycznia 2024 roku zadebiutował w meczu towarzyskim przeciwko reprezentacji Estonii. Spotkanie zakończyło się zwycięstwem Szwedów wynikiem 2:1.

## Życie osobiste
Jego starszy brat Theo Bergvall także jest piłkarzem. 